# Liezen
Liezen (česky Štýrský Týnec) je město v rakouské spolkové zemi Štýrsko v okrese Liezen, které leží na břehu řeky Enže. Žije zde přibližně 8 200 obyvatel.
Městem prochází spolková silnice B320, která jej spojuje s nedalekou Pyhrnskou dálnicí A9, a železniční trať ze Selzthalu do Bischofshofenu.